# In Your House 14: Revenge of the 'Taker
In Your House 14: Revenge of the 'Taker was een professioneel worstel-pay-per-view (PPV) evenement dat georganiseerd werd door de World Wrestling Federation (WWF, nu WWE). Het was de 14e editie van In Your House en vond plaats op 20 april 1997 in het Rochester Community War Memorial in Rochester, New York.

## Matches
| Nr. | Match                                                                                                  | Winnaar(s)                | Opmerkingen | Bron  |
| --- | --- | ------------------------- | --- | ----- |
| 1F  | The Sultan (met The Iron Sheik) vs. Flash Funk                                                         | The Sultan                | Eén-op-één FFA match. | [ 2 ] |
| 2   | The Legion of Doom (Animal & Hawk) vs. Owen Hart & The British Bulldog (c)                             | The Legion of Doom        | Tag Team match voor het WWF Tag Team Championship. Legion of Doom wonnen door diskwalificatie, maar wonnen de titels niet.                                       | [ 2 ] |
| 3   | Savio Vega (met Crush, Faarooq, J.C. Ice, Wolfie D, D'Lo Brown en Clarence Mason) vs. Rocky Maivia (c) | Savio Vega                | Eén-op-één match voor het WWF Intercontinental Championship. Vega won de match door een count out, maar won het kampioenschap niet.                              | [ 2 ] |
| 4   | Jesse James vs. Rockabilly (met The Honky Tonk Man)                                                    | Jesse James               | Eém-op-één match. | [ 2 ] |
| 5   | The Undertaker (c) vs. Mankind (met Paul Bearer)                                                       | The Undertaker            | Eén-op-één match voor het WWF World Heavyweight Championship. | [ 2 ] |
| 6   | Stone Cold Steve Austin vs. Bret Hart                                                                  | Stone Cold Steve Austin   | Eén-op-één match om Number One Contender te worden voor het Eén-op-één match voor het WWF World Heavyweight Championship. Steve Austin won door diskwalificatie. | [ 2 ] |
| 7D  | Doug Furnas &* Phil LaFon vs. The Godwinns (Henry O. Godwinn & Phineas I. Godwinn)                     | Doug Furnas &* Phil LaFon | Tag Team dark match. | [ 2 ] |
| 8D  | Hunter Hearst Helmsley vs. Goldust                                                                     | HHH                       | Eém-op-één dark match. | [ 2 ] |